# Francis Rocard
Pour les articles homonymes, voir Rocard.
Francis Rocard, né le 23 mai 1957 à Paris, est un astrophysicien français.
Il est responsable depuis 1989 du programme d'exploration du système solaire au Centre national d'études spatiales (CNES).

## Famille
Francis Rocard est le petit-fils du physicien Yves Rocard, le fils de l'homme politique Michel Rocard et de la sociologue Geneviève Poujol et le cousin issu de germain de l'actrice Pascale Rocard et de l'écrivaine Ann Rocard.
Marié à Claudie Rocard-Laperrousaz, photographe, il a trois enfants, Clément, Louise et Claire.

## Carrière
En 1986, il obtient un doctorat ès sciences en astrophysique de l’université Paris-Sud et commence sa carrière comme astrophysicien au CNRS en participant à la mission VEGA de survol de la comète de Halley, et à la mission Phobos d’étude minéralogique de la surface de Mars. En 1989, il entre au CNES comme responsable des programmes d’exploration du système solaire. À ce titre, il participe aux missions d'études de Mars 96, programme d’exploration de la planète rouge avec la Russie. Depuis 1998, il coordonne la mise en œuvre du programme d’exploration de Mars à travers les missions Mars Express, NetLander et de la sonde Cassini-Huygens en coopération avec l’Agence spatiale européenne (ESA) et la NASA. Il supervise également Rosetta, mission d'étude d’une comète avec l'ESA. Rosetta s'est mis en « orbite » autour de la comète Churyumov-Gerasimenko en août 2014. Une odyssée de dix ans pour cette sonde qui pèse trois tonnes et coûte un milliard d'euros, et qui a posé la sonde fille Philae sur le noyau cométaire le 12 novembre 2014.

## Distinctions
- Chevalier de la Légion d'honneur (depuis 2005)[5]
- 2017 : prix des Dames de la Société astronomique de France
- 2021 : prix Roberval catégorie Grand Public

## Œuvres
- Francis Rocard et Florence Chiavassa, Quelle est la véritable histoire du système solaire ?, Paris, Le Pommier, coll. « Les plus grandes petites pommes du savoir no 2 », 2014, 127 p. (ISBN 978-2-7465-0866-8).
- Francis Rocard, Alfred McEwen, Xavier Barral, contributions de Sébastien Girard, Nicolas Mangold, Mars : une exploration photographique, Paris, Éd. Xavier Barral, 2013  (ISBN 9782365110006) (ouvrage réunissant pour la première fois une série d'images panoramiques transmises par la sonde MRO).
- Planète rouge : dernières nouvelles de Mars, Paris, Dunod, 2006, 2e éd., 257 p. (ISBN 978-2-10-049940-3).
- Planète rouge : Mars : mythes et explorations, Paris, Dunod, 2003, 1re éd., 224 p. (ISBN 978-2-10-007260-6).
- Planète Mars, Flammarion, coll. « Dominos », 2001, 128 p. (ISBN 978-2-08-035742-7).
- Dernières nouvelles de Mars : La mission du siècle, Paris/61-Lonrai, Flammarion, juin 2020, 1re éd., 171 p. (ISBN 978-2-0814-5145-2, BNF 46558961)[6].